# Beaucourt-en-Santerre
Beaucourt-en-Santerre és un municipi francès situat al departament del Somme i a la regió dels Alts de França. L'any 2007 tenia 169 habitants.

## Demografia

### Població

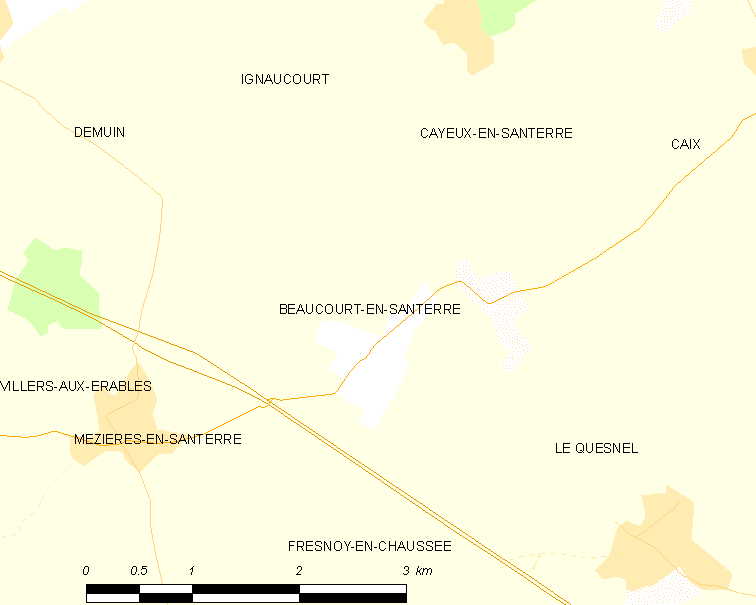

El 2007 la població de fet de Beaucourt-en-Santerre era de 169 persones. Hi havia 62 famílies de les quals 12 eren unipersonals (8 homes vivint sols i 4 dones vivint soles), 15 parelles sense fills, 31 parelles amb fills i 4 famílies monoparentals amb fills.
La població ha evolucionat segons el següent gràfic:
Habitants censats

### Habitatges
El 2007 hi havia 65 habitatges, 60 eren l'habitatge principal de la família, 1 era una segona residència i 3 estaven desocupats. Tots els 65 habitatges eren cases. Dels 60 habitatges principals, 53 estaven ocupats pels seus propietaris i 8 estaven llogats i ocupats pels llogaters; 3 tenien dues cambres, 8 en tenien tres, 14 en tenien quatre i 36 en tenien cinc o més. 50 habitatges disposaven pel capbaix d'una plaça de pàrquing. A 15 habitatges hi havia un automòbil i a 45 n'hi havia dos o més.

### Piràmide de població

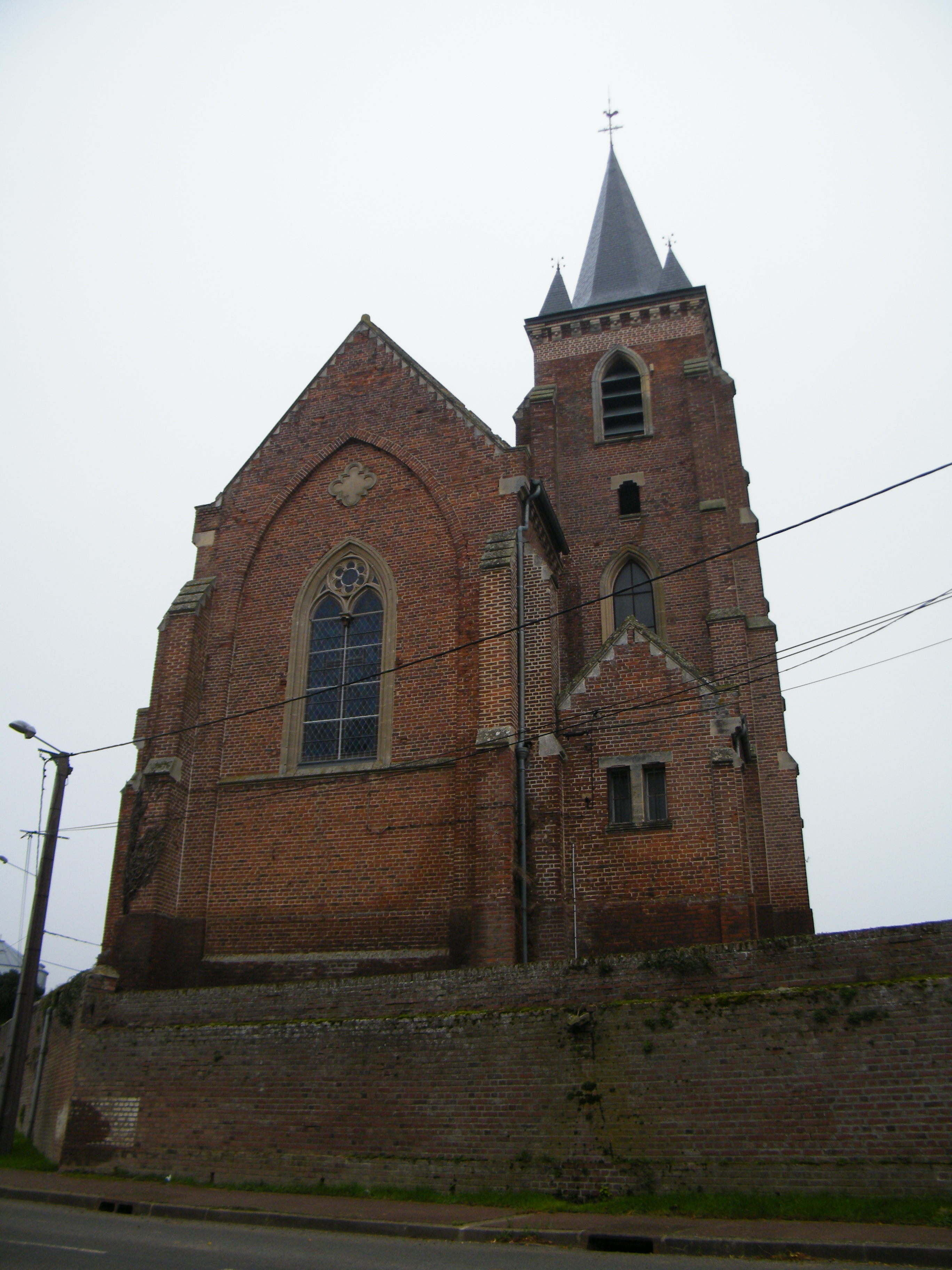

La piràmide de població per edats i sexe el 2009 era:
| Homes | Edats   | Dones |
| ----- | ------- | ----- |
| 0     | 95 o +  | 0     |
| 0     | 90 a 94 | 0     |
| 0     | 85 a 89 | 0     |
| 0     | 80 a 84 | 0     |
| 0     | 75 a 79 | 0     |
| 0     | 70 a 74 | 0     |
| 4     | 65 a 69 | 4     |
| 0     | 60 a 64 | 4     |
| 12    | 55 a 59 | 0     |
| 0     | 50 a 54 | 8     |
| 4     | 45 a 49 | 4     |
| 0     | 40 a 44 | 0     |
| 4     | 35 a 39 | 8     |
| 8     | 30 a 34 | 4     |
| 4     | 25 a 29 | 8     |
| 0     | 20 a 24 | 0     |
| 4     | 15 a 19 | 4     |
| 8     | 10 a 14 | 0     |
| 12    | 5 a 9   | 0     |
| 0     | 0 a 4   | 0     |

## Economia

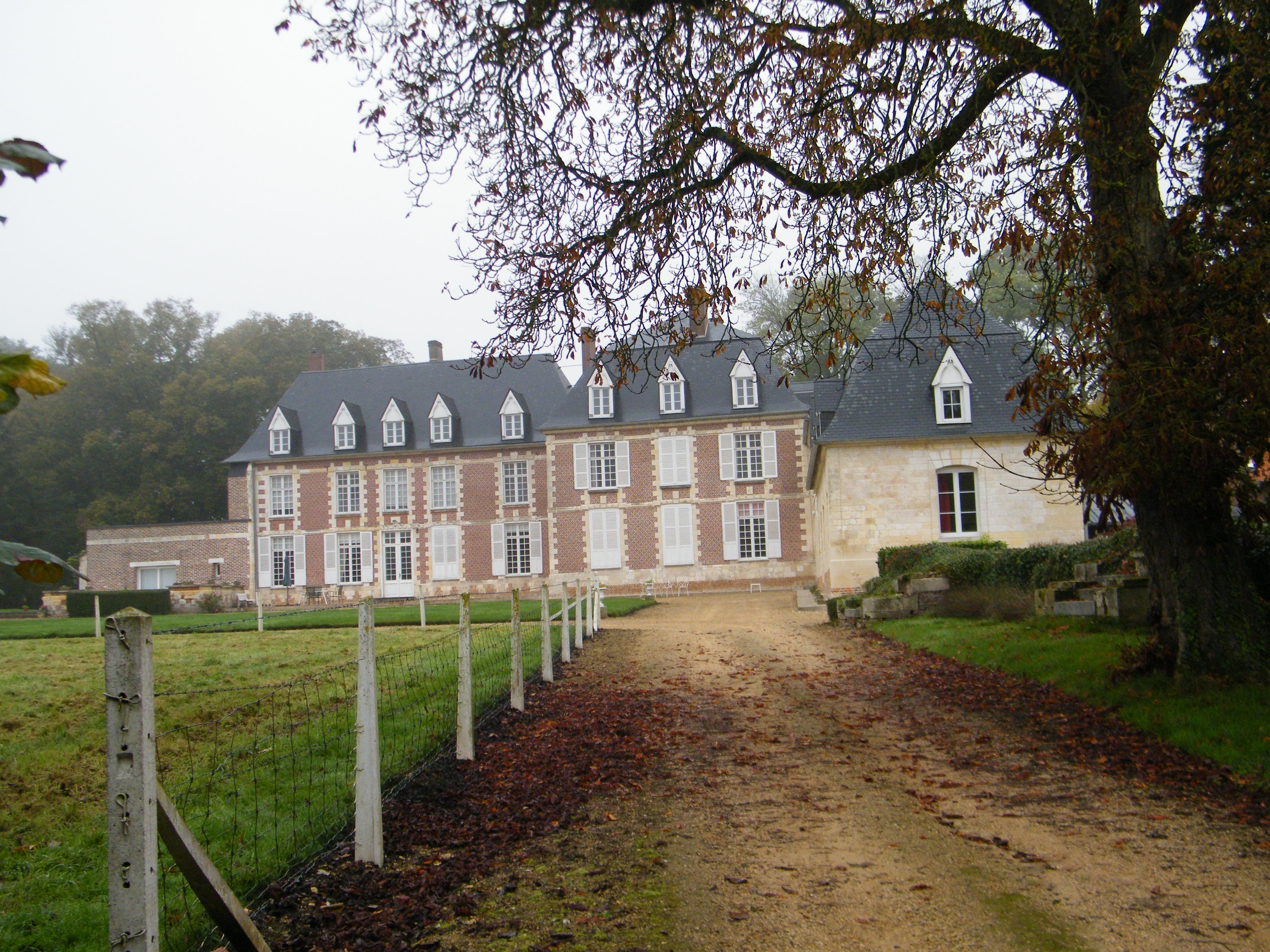

El 2007 la població en edat de treballar era de 117 persones, 90 eren actives i 27 eren inactives. De les 90 persones actives 88 estaven ocupades (46 homes i 42 dones) i 2 estaven aturades (1 home i 1 dona). De les 27 persones inactives 7 estaven jubilades, 10 estaven estudiant i 10 estaven classificades com a «altres inactius».

### Ingressos

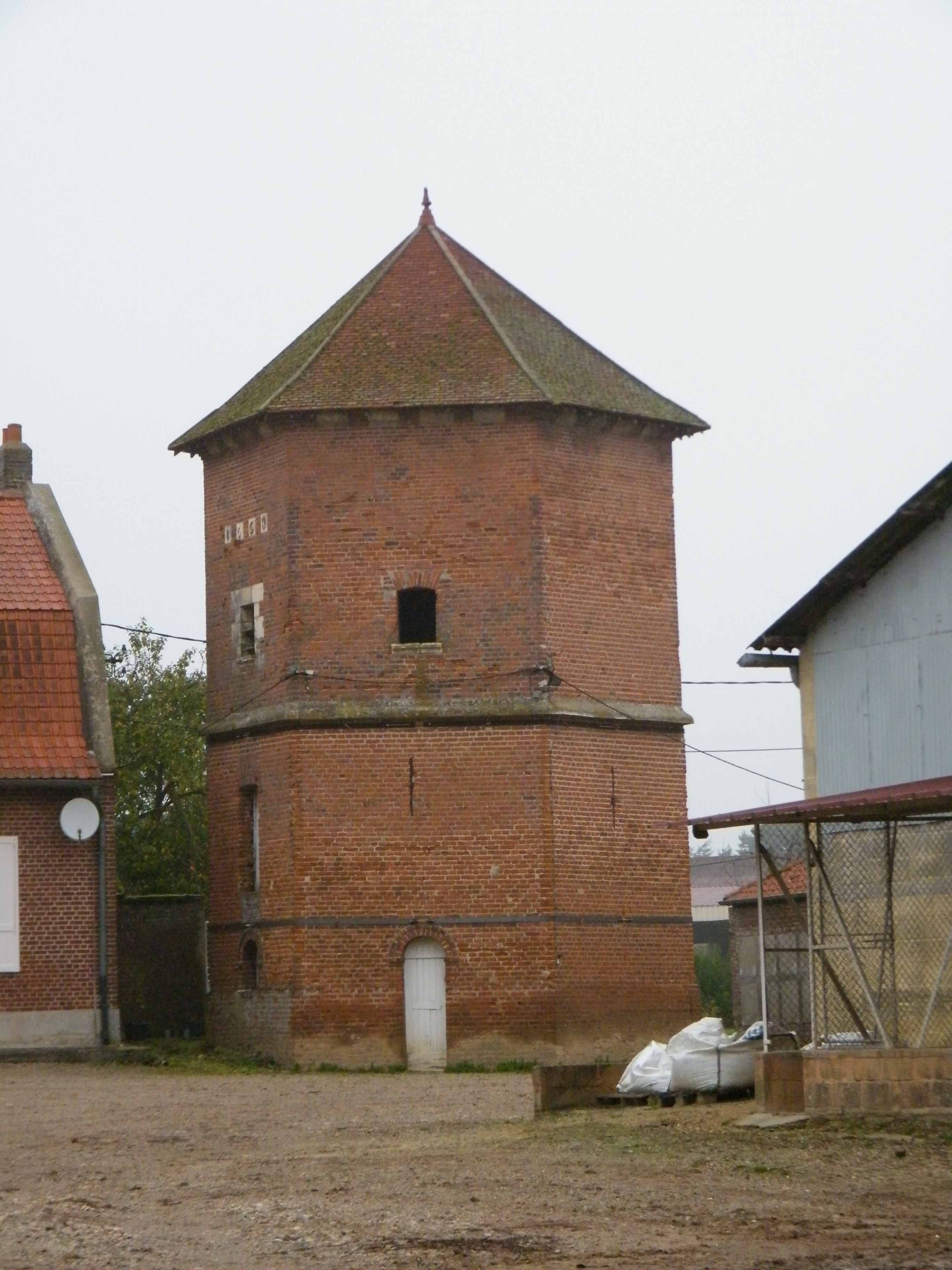

El 2009 a Beaucourt-en-Santerre hi havia 64 unitats fiscals que integraven 182,5 persones, la mediana anual d'ingressos fiscals per persona era de 18.798 €.

### Activitats econòmiques
L'únic establiment que hi havia el 2007 era d'una empresa de construcció.
L'únic servei als particulars que hi havia el 2009 era un paleta.
L'any 2000 a Beaucourt-en-Santerre hi havia 5 explotacions agrícoles que ocupaven un total de 610 hectàrees.

## Poblacions més properes

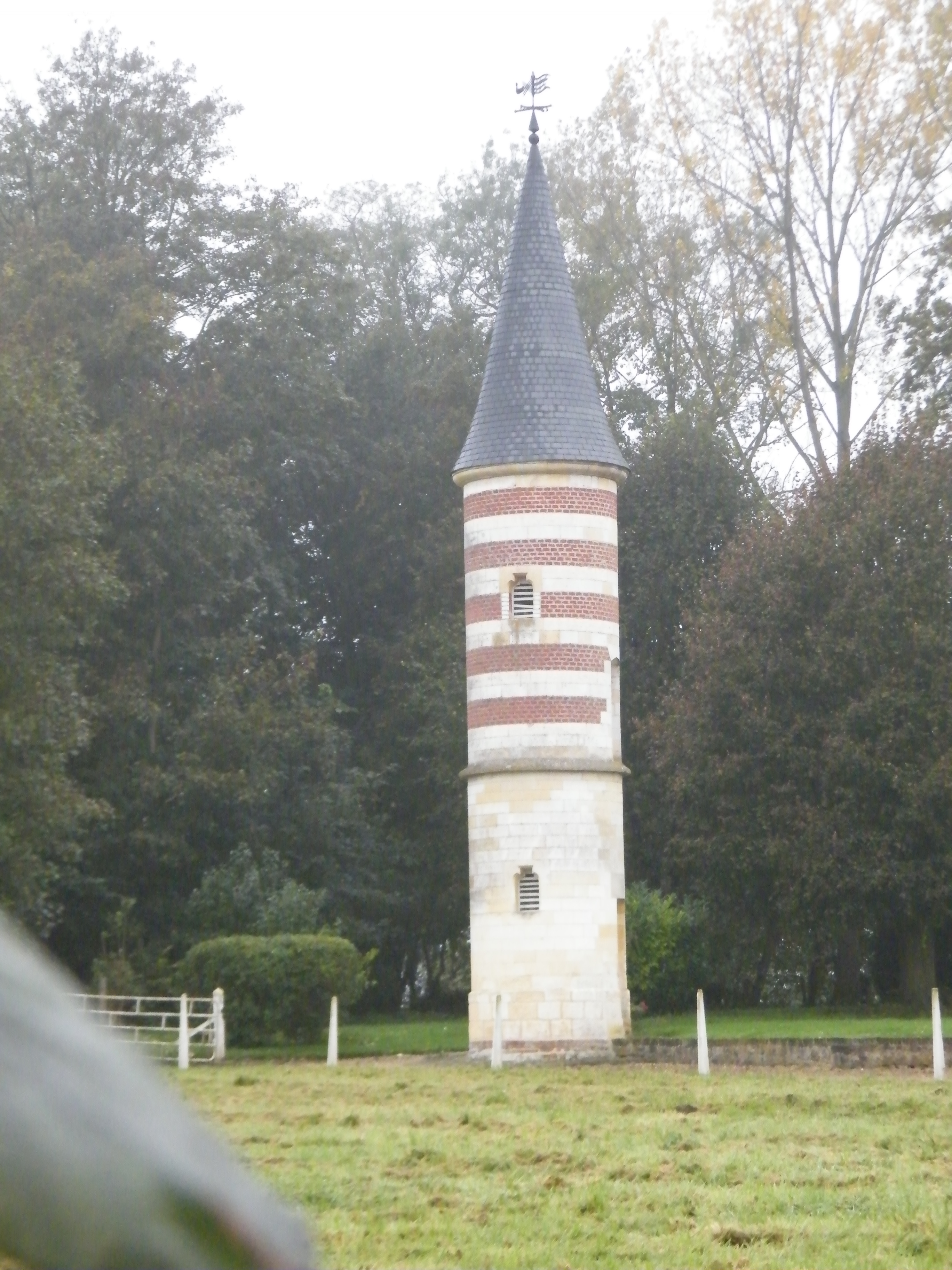

El següent diagrama mostra les poblacions més properes.